# 韋維斯
韋維斯是立陶宛的城市，位於埃萊克特雷奈以東14公里，由維爾紐斯縣負責管轄，海拔高度128米，市內的東正教教堂在1843年建成，2009年人口5,015，其中約七成居民是波蘭人。